# Élection présidentielle américaine de 1976 en Alabama
L'élection présidentielle américaine de 1976 en Alabama a lieu le 2 novembre 1976 comme dans les 49 autres États qui composent les États-Unis ainsi que le district de Columbia. Les électeurs alabamiens choisissent des grands électeurs pour les représenter dans le collège électoral à travers un vote populaire. L'Alabama dispose en 1976 de 9 grands électeurs. L'État donne l'ensemble de ses grands électeurs au candidat du Parti démocrate, l'ancien gouverneur de Géorgie Jimmy Carter. 
Le candidat vainqueur de ce scrutin dans tout le pays sera également Carter, qui occupera la présidence des États-Unis pour un mandat, du 20 janvier 1977 au 20 janvier 1981, date à laquelle Ronald Reagan lui succédera. 
Il s'agit à ce jour de la dernière élection présidentielle au cours de laquelle l'Alabama a été remporté par le candidat du Parti démocrate. 